# 丁泽生
丁泽生（1943年10月—），男，河南孟县人，中华人民共和国政治人物。

## 生平
1970年，任平凉县西阳公社党委书记。1989年3月，中共平凉地委副书记。1991年4月，任中共平凉地委副书记、平凉地区行署专员、政协平凉工委主任。1995年5月，任甘肃省民政厅党组书记、厅长。1998年，当选为甘肃省人民政府副省长。后改任甘肃省人大常委会副主任。